# Jägersberg–Schirknitzberg
Das Naturschutzgebiet Jägersberg-Schirknitzberg ist ein 1596,99 Hektar großes Naturschutzgebiet in Zossen im Landkreis Teltow-Fläming im Land Brandenburg.

## Lage
Das Naturschutzgebiet liegt südwestlich des Stadtzentrums und erstreckt sich dort westlich der Bundesstraße 96 entlang des Ortsteils Wünsdorf. Nördlich wird es durch die Straße Töpchiner Weg begrenzt. Von dort verläuft die Gemarkung etwa 3,8 km in südöstlicher Richtung bis zur Kreuzung Kallinchen–Zehrensdorf, um von dort rund 2,2 km in südlicher Richtung zur Tongrube Zehrensdorf zu führen. Zwischen dem Eichberg sowie der Tongrube verläuft die Grenze südlicher bis südöstlicher Richtung und erreicht schließlich die Landstraße nach Töpchin.  Entlang einiger Waldwege verläuft die Grenze rund 750 m in südsüdwestlicher Richtung und ab dort rund zwei Kilometer in südsüdöstlicher Richtung zur Marschallstraße. Die weitere Grenze verläuft rund 600 m bis zum Panzergraben, dem sie rund 800 m in westlicher Richtung bis zu einem Waldweg folgt. Ab dort verläuft sie rund 600 m in nördlicher Richtung entlang eines Waldweges, kreuzt dort erneut die Marschallstraße und verläuft rund einen Kilometer entlang der Gemarkungsgrenze zwischen Zehrensdorf und Zesch am See. An einer weiteren Kreuzung trifft die Grenze erneut auf die Marschallstraße in verläuft von dort an in nördlicher Richtung rund 1,8 km entlang eines Fahrweges. Anschließend führt die Grenze rund 1,75 km in westnordwestlicher Richtung entlang eines Waldweges, bis sie auf die Umgehungsstraße trifft. Nach rund 2,3 km in nordwestlicher Richtung umgeht sie den ehemaligen Schießplatz, trifft erneut auf die Umgehungsstraße, der sie nun etwa 2,3 km in nordwestlicher Richtung folgt.

## Geschichte
Das Gelände um Wünsdorf wurde im Zuge der Erweiterung der Gelände der Truppenübungsplätze in Jüterbog und Kummersdorf-Alexanderdorf ab 1907 mit einbezogen. Die ansässige Bevölkerung wurde umgesiedelt und ab 1910 entstanden zahlreiche Kasernenanlagen im Forst. Nach einer Nutzung durch die Wehrmacht zog nach dem Ende des Zweiten Weltkrieges die Gruppe der Sowjetischen Streitkräfte in Deutschland auf dem Gelände ein. Da ein Großteil der Flächen nicht öffentlich zugänglich war, konnten sich so zahlreiche Pflanzen- und Tierarten weitgehend ungestört entwickeln. Nach der Wende begann die Landesentwicklungsgesellschaft für Städtebau, Wohnen und Verkehr des Landes Brandenburg mbH (LEG) im Jahr 1992 mit der Entwicklung eines Konzeptes, um die nachmilitärische Nutzung vorzubereiten. Nach dem Abzug der Truppen im Jahr 1994 wurden Wünsdorf sowie die umliegenden Flächen entwickelt. 1999 erfolgte Ausweisung des Forstes als Naturschutzgebiet. 2017 wurde die Landschaft umfassend kartiert, um daraus Schlussfolgerungen für geeignete Schutzmaßnahmen zu treffen.

## Flora und Fauna
Der Schutzzweck besteht in der Erhaltung „stark gefährdeter Vegetationsformen, Pflanzengesellschaften und Pflanzenarten nährstoff- und größtenteils basenarmer Standort“. Dies bezieht sich insbesondere auf den Waldreitgras-Traubeneichenwald sowie den Flechten-Kiefernwald.
Auf der Gemarkung wechseln sich bewaldete Flächen mit Laubmischwäldern, Forsten sowie Pionierwäldern mit Freiflächen ab, die aus trockenen Sandheiden, kalkreichen Sandrasen und Dünen mit offenen Grasflächen bestehen. Daneben existieren bodensaure Eichenwälder sowie Moorwälder.
In dem Gebiet wurden zahlreiche Vogelarten wie der Ziegenmelker und die Heidelerche nachgewiesen, aber auch andere bedrohte Tierarten wie die Zauneidechse oder die Kreuzkröte. Weiterhin nachgewiesen wurden der Große Abendsegler, die Mopsfledermaus, die Bechsteinfledermaus, das Große Mausohr, die Große Bartfledermaus, die Kleine Bartfledermaus sowie der Kleine Abendsegler.